# Sam Whitelock
Samuel Lawrence Whitelock, ONZM (* 12. Oktober 1988 in Palmerston North, Neuseeland) ist ein neuseeländischer Rugby-Union-Spieler auf der Position des Zweite-Reihe-Stürmers. Seine drei Brüder Adam Whitelock, George Whitelock und Luke Whitelock sind ebenfalls neuseeländische Rugby-Union-Spieler. Außerdem ist sein Vater Braeden Whitelock ein ehemaliger Rugbyspieler für die Junior All Blacks und sein Großvater Nelson Dalzell war ein neuseeländischer Rugbynationalspieler. Seit dem 29. September 2023 ist er Rekordnationalspieler Neuseelands.

## Biografie
Wie seine Brüder ging er auf der Highschool in Feilding zur Schule, wo er von 2005 bis 2007 in deren Auswahlmannschaft Rugby spielte. Des Weiteren spielte er von 2006 bis 2007 in der U-18 der Manawatu RU, in der Schulauswahl der Hurricanes sowie in der nationalen neuseeländischen Schulauswahl. Außerdem spielte er 2007 und 2008 für Neuseeland bei der Rugby-Junioren-Weltmeisterschaft, die sein Land jeweils gewann. In seiner Schulzeit war er jedoch neben dem Rugby auch ein guter Basketballer.
2008 zog Whitelock nach Lincoln, um auf der Lincoln University zu studieren. Dort trat er in den Rugbyverein der Universität ein. Bereits in seinem ersten Jahr an der Universität wurde Sam Whitelock 2008 zu ihrem Sportler des Jahres gewählt. Aufgrund seiner Leistungen wurde er im selben Jahr in den Kader der Canterbury RFU für die neuseeländische Rugbymeisterschaft berufen. Zusammen mit seinen Brüdern Adam und George wurde er mit Canterbury 2008, 2009, 2010 sowie 2011 Meister, obwohl er in den letzten beiden Meisterschaften aufgrund von Nationalmannschaftsverpflichtungen kaum oder gar nicht zum Einsatz kam. Sein Bruder Luke spielt seit 2011 ebenfalls bei Canterbury.
2010 debütierte Whitelock bei den Crusaders im Super Rugby. George und Adam spielen ebenfalls bei den Crusaders. Nach seiner ersten Super-Rugby-Saison wurde Sam Whitelock erstmals für die neuseeländische Nationalmannschaft (All Blacks) nominiert. Mit ihr gewann er die Tri Nations 2010, verteidigte den Bledisloe Cup gegen die australische Nationalmannschaft (Wallabies) und holte auf der Novembertour in Europa den Grand Slam. 2011 verteidigte er mit den All Blacks erneut den Bledisloe Cup und gewann die Rugby-Union-Weltmeisterschaft 2011 im eigenen Land. 2015 konnte Sam Whitelock mit den All Blacks in England und Wales den Weltmeistertitel verteidigen.
Vom 9. September 2011 bis zum 19. Oktober 2019 gewann Whitelock 18 Rugby-WM-Spiele hintereinander, damit hat er die meisten Rugby WM-Siege in Folge gehabt. Außerdem hält er den Weltrekord für die schnellste Zeit um 100 internationale Rugby-Cups zu gewinnen, er brauchte 8 Jahre und 67 Tage dafür. Als er am 29. September 2023 in der 49. Minute bei der Rugby-Union-Weltmeisterschaft 2023 im Spiel gegen Italien eingewechselt wurde, bestritt er sein 149. Spiel für die All-Blacks und überholte Richie McCaw als Rekordnationalspieler.
Zu Beginn des Jahres 2025 wurde er zum Offizier des New Zealand Order of Merit ernannt.